# 댄크마 애들러
댄크마 애들러(영어: Dankmar Adler, 1844년 7월 3일 ~ 1900년 4월 16일)는 독일계 미국인 건축가, 토목공학자이다. 루이스 설리번과 함께 15년간 함께 활동하며 미주리주 세인트루이스의 웨인라이트 빌딩(1891), 시카고 증권거래소 건물(1894), 뉴욕주 버펄로의 개런티 빌딩(Guaranty Building, 1896) 등을 설계했다.

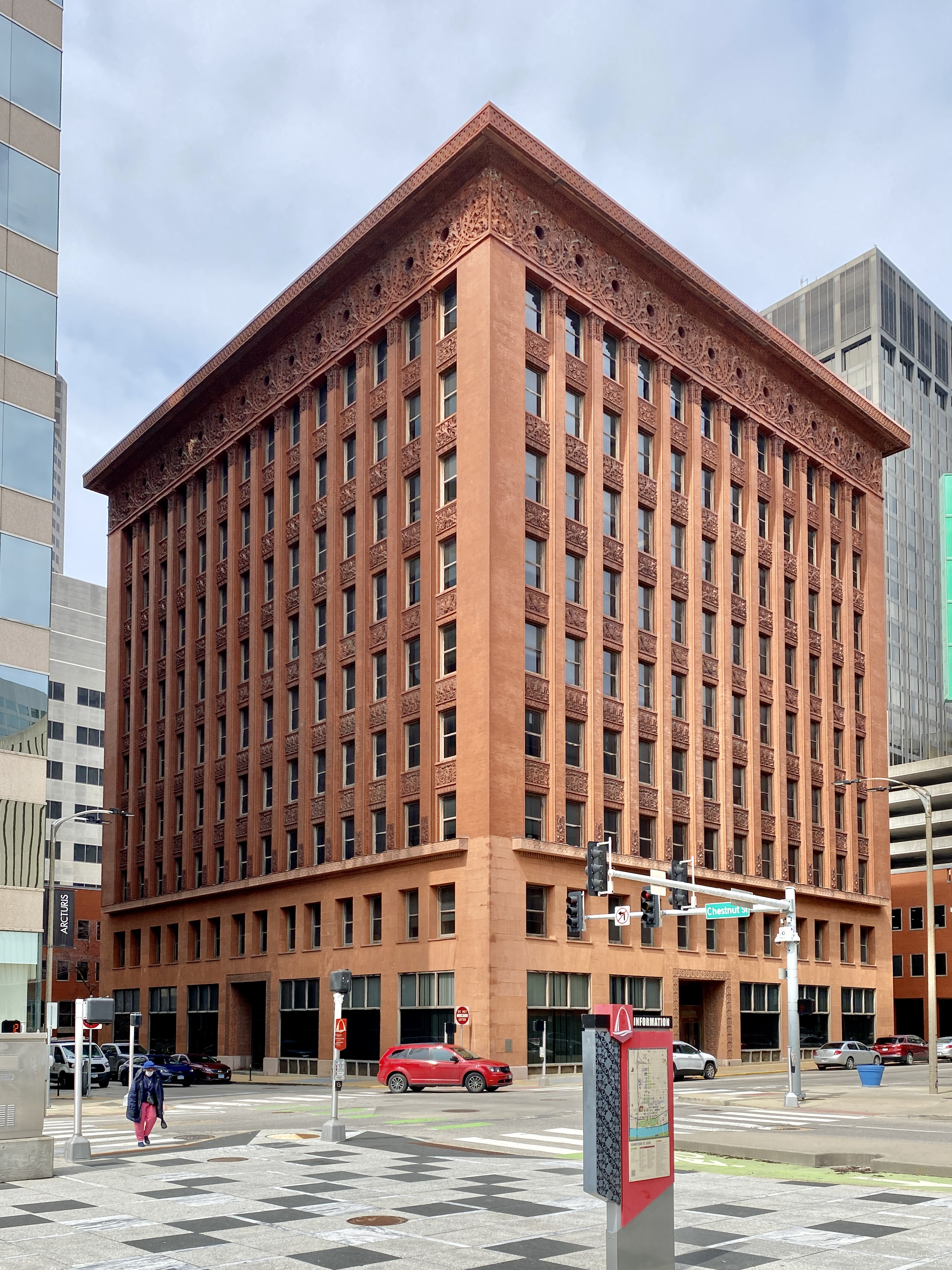
웨인라이트 빌딩

## 같이 보기
- 루이스 설리번